# Whist

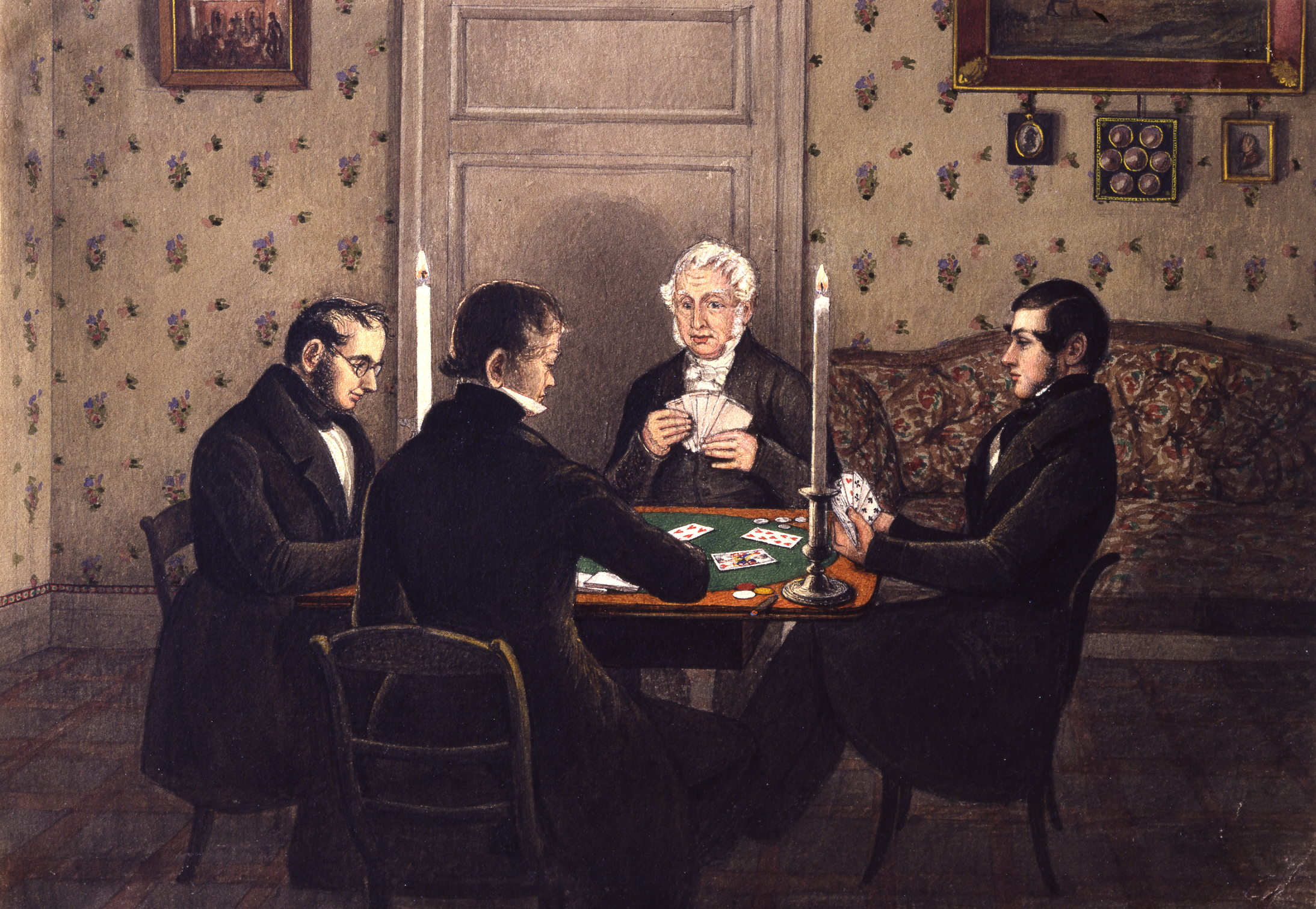
Whist-Spieler (Johann Anton Sarg and three friends playing whist by candlelight von Mary Ellen Best)

Whist ist ein in England im 17. Jahrhundert entstandenes Kartenspiel für vier Personen mit einem französischen Blatt aus 52 Karten. Aus dem Spiel ging das Bridge-Spiel hervor, durch das Whist später weitestgehend verdrängt wurde.

## Geschichte
Whist entstand wahrscheinlich im 17. Jahrhundert, spätestens im frühen 18. Jahrhundert in England. Die Etymologie des Namens Whist ist unklar. Vermutlich deutet der Name an, dass das Spiel große Aufmerksamkeit und deshalb „Stille“ erfordert. Anfänglich war Whist ein Spiel der Lower Class, als jedoch Lord Folkestone im Jahre 1728 dieses Spiel in The Crown, einem Londoner Kaffeehaus, spielte, wurde Whist zum bevorzugten Spiel der englischen Gentlemen.

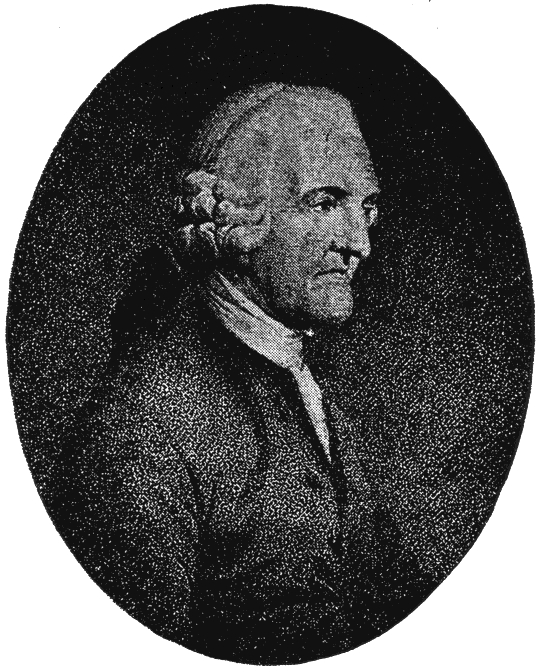
Edmond Hoyle (1672–1769)

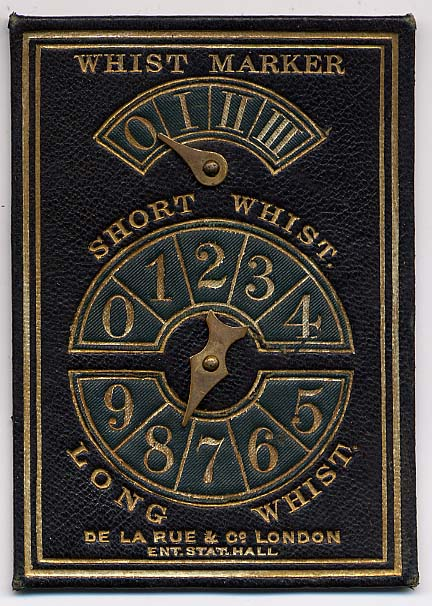
Ein Whist-Marker aus dem 19. Jahrhundert des Unternehmens De La Rue

Im Jahre 1742 verfasste Edmond Hoyle die Schrift A Short Treatise on the Game of Whist; dieses Werk wurde zum Regelbuch schlechthin, und so bedeutet according to Hoyle so viel wie „streng nach den Regeln“ zu spielen.
Die britische Upper Class frönte dem Spiel in den traditionellen Clubs, so z. B. in Crockford’s, Graham’s oder Brooks’s. Eine besondere Stellung nahm dabei der Londoner Portland Club ein, dessen Reglement allgemein als bestimmend anerkannt wurde; diese Rolle hat der Portland Club auch heute noch in Bezug auf das Bridge-Spiel inne.
Ab dem frühen 19. Jahrhundert, in der Zeit nach dem Wiener Kongress, verbreitete sich Whist über den gesamten Erdball, zum einen durch die Briten selbst in allen Regionen des Britischen Empires, zum anderen durch all diejenigen Nationen, welche den britischen Lebensstil – den Stil der damals bedeutendsten Weltmacht – kopierten, wie etwa Frankreich, Deutschland, Russland und Österreich-Ungarn. Phileas Fogg, die Hauptfigur in Jules Vernes  Die Reise um die Erde in achtzig Tagen verbringt als Mitglied des Londoner Reform Club einen Großteil seiner Zeit – insbesondere auch während der Reise – standesgemäß beim Whist. Eine andere bekannte Romanfigur, Horatio Hornblower, ist ein ebenso beständiger Whist-Enthusiast.
Ende des 19., Anfang des 20. Jahrhunderts ging aus Whist allmählich Bridge hervor und verdrängte Whist fast vollständig. Als Erfinder des modernen Bridge gilt Harold S. Vanderbilt, der im Jahre 1925 auf einer Kreuzfahrt mit der SS Finlandia seinen Spielpartnern sein Prämiensystem vorstellte.

## Das Spiel
Die folgende Beschreibung stützt sich auf Meyers Konversationslexikon von 1908:
Whist wird von vier Personen mit voller französischer Karte (Whistkarte, zu 52 Blättern) gespielt.
Zum Bestimmen der Plätze wird das vollständige Spiel in einem Halbmond auf dem Tisch ausgebreitet; jeder Spieler zieht ein Blatt. Wer die niedrigste Karte zieht, ist erster Geber und wählt seinen Platz; der Folgende ist sein vis-a-vis und Verbündeter (Aide, Freund). In gleicher Weise sind der Dritte und Vierte verbündet und sitzen einander gegenüber.
Jeder erhält 13 Blätter; es wird rechts abgehoben und links herumgegeben, jedes Mal nur ein Blatt. Die Vorhand bestimmt den Trumpf (Atout), indem sie aus einem anderen, vom Aide des Gebers gemischten Kartenspiel ein Blatt aufschlägt; hat man aber kein zweites Spiel zur Hand, so deckt der Geber die letzte (ihm selbst gehörige) Karte als Trumpf auf.
Der Wert der Karten ist der natürliche vom Ass bis auf die Zwei; Trumpf sticht selbstverständlich die übrigen Farben. Es muss stets Farbe bekannt werden, und nur in Ermangelung derselben darf man mit Trumpf stechen.
Invitieren nennt man das Anspielen einer niedrigeren Karte als der Sieben, damit der Partner sein höchstes Blatt in dieser Farbe einsetzt und man dadurch die höheren Blätter, die man in dieser Farbe hat, frei bekommt. Singleton nennt man eine Farbe, von der man nur ein Blatt, Doubleton eine solche, von der man zwei Blätter hat.
Man spielt das Whist nach Partien und Robbern; zu einer Partie gehören zehn Points, zu einem Robber zwei gewonnenen Partien.
Die Points erhält man durch das Markieren der Honneurs und Tricks. Honneurs heißen die fünf höchsten Trumpfkarten (Ass bis Zehn), hat eine Partei drei jener Karten, so zählt sie Deux honneurs, hat sie vier, Quatre honneurs, hat sie fünf, Six honneurs und legt dafür zwei, vier oder sechs Points an.
Außerdem werden die Überstiche, d. h. Stiche über sechs (das Buch), angelegt, für jeden Stich ein Point.
Spielt man Whist ohne Rest, so ist die Partie mit zehn Points beendigt, und was man darüber macht, wird nicht markiert; spielt man mit Rest, so wird, was man in der ersten über zehn machte, zur zweiten markiert.
Gewinnt eine Partei die erste Partie des Robbers, so geht die andere Partei, falls sie schon angelegt hat, auf Null zurück, steht eine Partei auf Neun, so kann sie die Partie nur durch einen Trick, nicht aber durch Honneurs beendigen.
Der Robber heißt klein oder groß, je nachdem die Unterliegenden eine Partie gewonnen haben oder nicht. Die Partie wird einfach gewonnen, wenn die Gegner fünf oder mehr, doppelt, wenn sie drei oder vier, dreifach, wenn sie eins oder zwei, und vierfach, wenn sie nichts markiert haben. Die Anzahl der für den Gewinn des Rubbers über die gewonnenen zwei Partien, nach Abschlag der etwa verlorenen dritten, zu bezahlenden Spielmarken heißt auch Consolation.
Für den kleinen Robber werden gewöhnlich drei oder fünf, für den großen fünf oder sieben Points bezahlt.
Außer Robber und Partie werden noch bezahlt Kleinschlemm (Slam), wenn die Gegenpartei nur einen Stich hat, und Großschlemm, wenn jene gar keinen Stich hat, das erste mit drei oder vier, das zweite mit sechs oder acht Points.
Nach Beendigung eines Robbers spielt man den Konterrobber, oder es werden die Plätze gewechselt, und zwar bleiben der Kartengeber und die Vorhand sitzen, während die beiden anderen changieren. Nach dem dritten Robber hat dann jeder mit jedem gespielt, und es wird von neuem um die Plätze gelost.
Neben dem Whist unter vier Personen ist auch das Whist mit Strohmann, Mohr (Le mort) oder Blindem, unter dreien, sehr gebräuchlich. Wer die niedrigste Karte zieht, ist König und gibt an. Nachdem die Vorhand ausgespielt hat, gibt der König aus den Karten des Strohmanns zu und breitet diese, wenn auch der dritte Spieler (der Aide der Vorhand) zugegeben hat, offen aus. Zuletzt sieht er die eigne Karte an. Der umgekehrte Fall tritt ein, wenn der König für den Strohmann gibt; dann sieht er zuerst seine, zuletzt die Karte des Strohmanns an. Nach geendetem Robber wird der zweite Spieler König usf.
Selten wird unter dreien so gespielt, dass die Karten des Strohmanns verdeckt bleiben und der fünfte Stich als Trick gerechnet wird, wobei natürlich jeder für sich allein spielt.
Neben diesem einfachen Whist, wie es in England allein gespielt wird, hat man, um dem Spiel eine größere Abwechselung zu geben, noch eine Reihe besonderer Touren einverleibt. Die am meisten gebräuchliche ist Whist mit Cayenne, welches vom gewöhnlichen Spiel dadurch abweicht, dass aus dem zweiten Spiel Farbe (Cayenne) gemacht wird und der Geber den Trumpf aus seiner schon besehenen Karte bestimmt. Hält er es nicht für gut, so darf er es mit den Worten: „Ich schiebe“ seinem Aide überlassen. Der Aide darf „zurückschieben“. Macht einer oder der andere Cayenne zu Trumpf, so wird alles doppelt angelegt. Bei Null oder Nullo kommt es hier nicht darauf an, keinen, sondern nur so wenig Stiche wie möglich zu machen. Die Tricks zählen doppelt, ebenso bei Grand, wobei es darauf ankommt, die meisten Stiche zu machen, und es keine Trümpfe gibt, sowie bei Halbgrand und Halbnull, wobei die sieben ersten Stiche als Grand-, die sechs anderen als Nullstiche gelten.
Sturmwhist unterscheidet sich von dem gewöhnlichen nur durch die Art des Bezahlens, indem nicht nur Atout-Renonce, drei, vier, fünf Figuren, drei und vier Asse in einer Hand, sondern auch jeder einzelne Trick, außerdem Schlemm und Robber viel höher bezahlt werden.
Gelegentlich werden besondere Glücksfälle (Paraden) aus der Hand bezahlt, man gibt z. B. vier Points für vier Asse. Man nennt dies „mit Schäfchen spielen“.

## Ergänzungen und Ableitungen

### Bestimmung der Trumpffarbe
Die ursprüngliche Regel besagt, dass der Geber die letzte Karte aufdeckt; die Bestimmung der Trumpffarbe mithilfe eines zweiten Pakets galt als nicht korrekt. Als Lord Brougham im Jahre 1894 im Portland Club einmal vergaß, die letzte Karte aufzudecken, weil er glaubte Bridge zu spielen, führte er so das neuere Bridge ein.

### Honneurs
In Großbritannien und Frankreich gelten nur die vier höchsten Trümpfe, also Ass, König, Dame und Bube, als Honneurs: Hält eine Partei alle vier Honneurs, so schreibt sie vier Punkte, hält eine Partei drei Honneurs, so schreibt sie dafür zwei Punkte.

### Erforderliche Punkte für den Gewinn einer Partie
Beim Long Whist ist eine Partie beendet, sobald eine Partei zehn Punkte erreicht; beim Short Whist genügen zum Gewinn einer Partie fünf Punkte. Diese Verkürzung der Partie auf fünf Punkte soll auf Lord Peterborough Anfang des 19. Jahrhunderts zurückzuführen sein, als dessen Freunde ihm nach einem größeren Verlust die Gelegenheit zu einer kurzen Revanche geben wollten.
Beim American Whist wird die Partie auf sieben Punkte gespielt, und es gibt keine Punkte für Honneurs.

## Verwandte Spiele
Whist wurde, abgesehen von den oben beschriebenen Hauptvarianten, in vielen verschiedenen, teilweise nationalen Formen gespielt, z. B. Bid Whist, Boston, Chinesisches Whist, Deutsches Whist, Französisches Whist, Holländisches Whist, Jerolasch, Knockout Whist, Kontrakt-Whist, Nomination Whist, Norwegisches Whist, Russisches Whist oder Vint, Schottisches Whist, u. a. m.
Die meisten dieser Spielarten sind heute jedoch vergessen und, wie das ursprüngliche Whist, von Bridge verdrängt worden.
Hervorzuheben ist jedoch die Variante Solo Whist oder kurz Solo, bei der die vier Spieler nicht in festen Partnerschaften zusammenspielen, sondern von Spiel zu Spiel wechselnde Allianzen bilden. Solo Whist wurde sehr gerne als Auflockerung einer Whist-Partie zwischen zwei Robbern gespielt.
Für das namentlich verwandte Spiel mit Dominosteinen siehe Domino Whist.